# Potencia de una bomba hidráulica
La potencia teórica de una bomba hidráulica es:
{\displaystyle P_{b}=\rho \cdot g\cdot Q\cdot h_{b}=\gamma \cdot Q\cdot h_{b}}
Donde:
- Pb es la potencia teórica de la bomba (en Vatios; 1 Hp = 745.7 Vatios)
- ρ es la densidad del fluido (1,000 kg/m³ en el caso del agua)
- g es la aceleración de la gravedad (generalmente se adopta: 9.81 m/s2)
- γ es el peso específico del fluido (N/m3)
- Q es el caudal volumétrico (m³/s)
- hb es la ganancia de carga o energía por unidad de peso de fluido circulante (J/N) en la bomba, o en otros términos, altura dinámica de la bomba (m)[1]

Esta expresión puede deducirse fácilmente de la expresión general de la potencia:
{\displaystyle P_{b}={\frac {E_{b}}{t}}={\frac {Peso\cdot h_{b}}{t}}={\frac {V\cdot \gamma \cdot h_{b}}{t}}=Q\cdot \gamma \cdot h_{b}}
La potencia real de una bomba es:

{\displaystyle \eta ={\frac {P_{b}}{P_{real_{b}}}}}
Donde:
- η es el rendimiento de la bomba

Por tanto, la potencia real de la bomba tendrá que ser mayor a la teórica calculada para poder satisfacer los requerimientos de caudal y altura necesarios.